# Pleven (obchtina)
L'obchtina Pleven (bulgare : Община Плевен) est une commune dans le nord Bulgarie, située dans l'oblast de Pleven. Son chef-lieu est la ville de Pleven.

## Géographie

### Géographie physique
La commune est située dans le nord de la Bulgarie, à 177 km au nord-est de la capitale Sofia.

### Géographie humaine
Après avoir augmenté de manière soutenue, la population de la commune décroit régulièrement depuis les changements politiques, sociaux et économiques survenus en Bulgarie après la chute du communisme.
| 1926 | 1934 | 1946 | 1956 | 1965 | 1975 | 1985 | 1992 | 2001 |
| ---- | ---- | ---- | ---- | ---- | ---- | ---- | ---- | ---- |
| -    | -    | -    | -    | -    | -    | -    | -    | -    |

| 2005 | 2011    | 2021    | 2022    | - | - | - | - | - |
| ---- | ------- | ------- | ------- | - | - | - | - | - |
| -    | 129 768 | 113 464 | 110 843 | - | - | - | - | - |

,,

## Administration
La commune de Plévén comporte 25 localités, dont 2 villes et 23 villages.

## Galerie

Carte topographique de la commune de Plévén
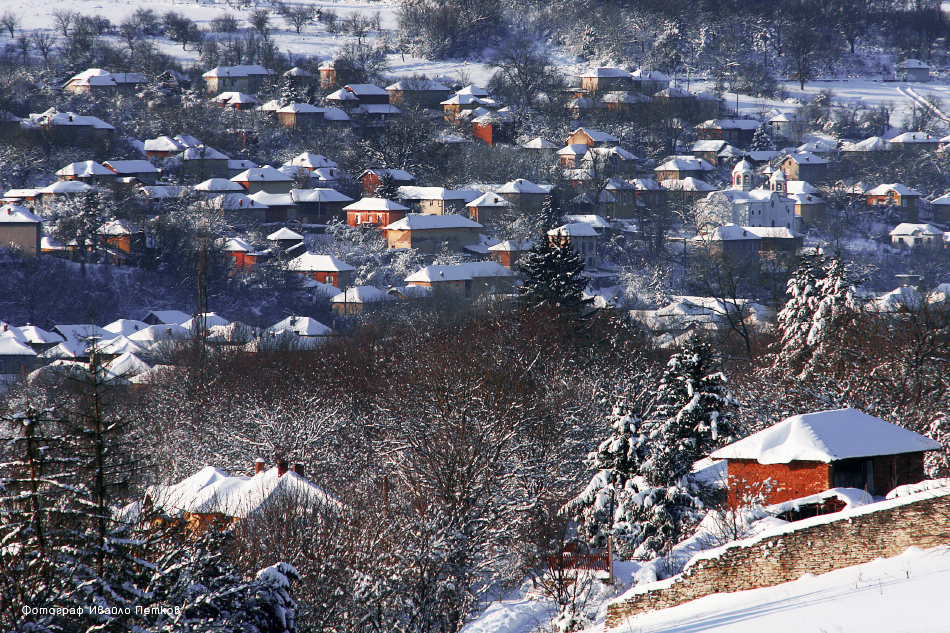
Béglèj en hiver
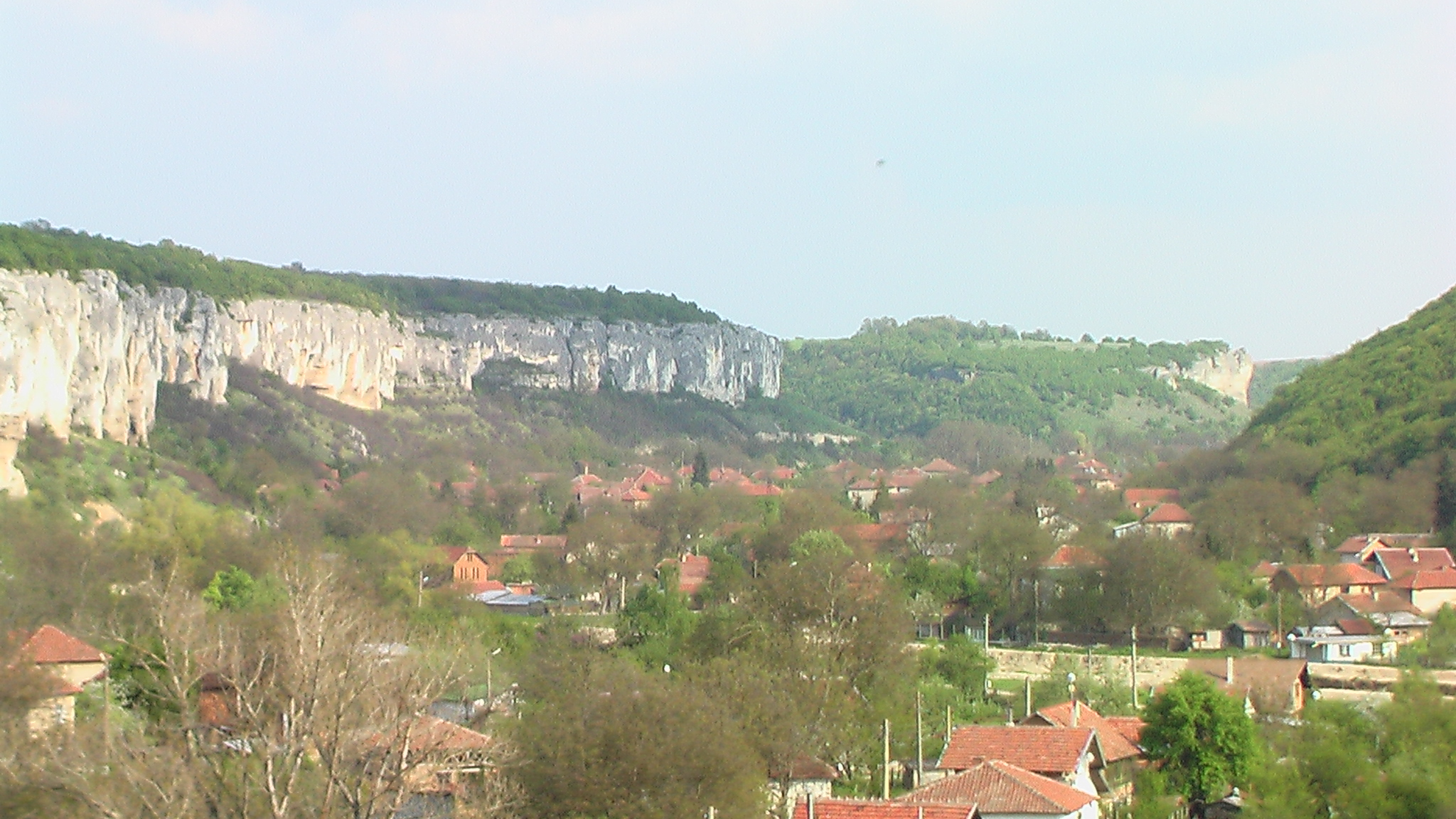
Gortalovo : vue panoramique
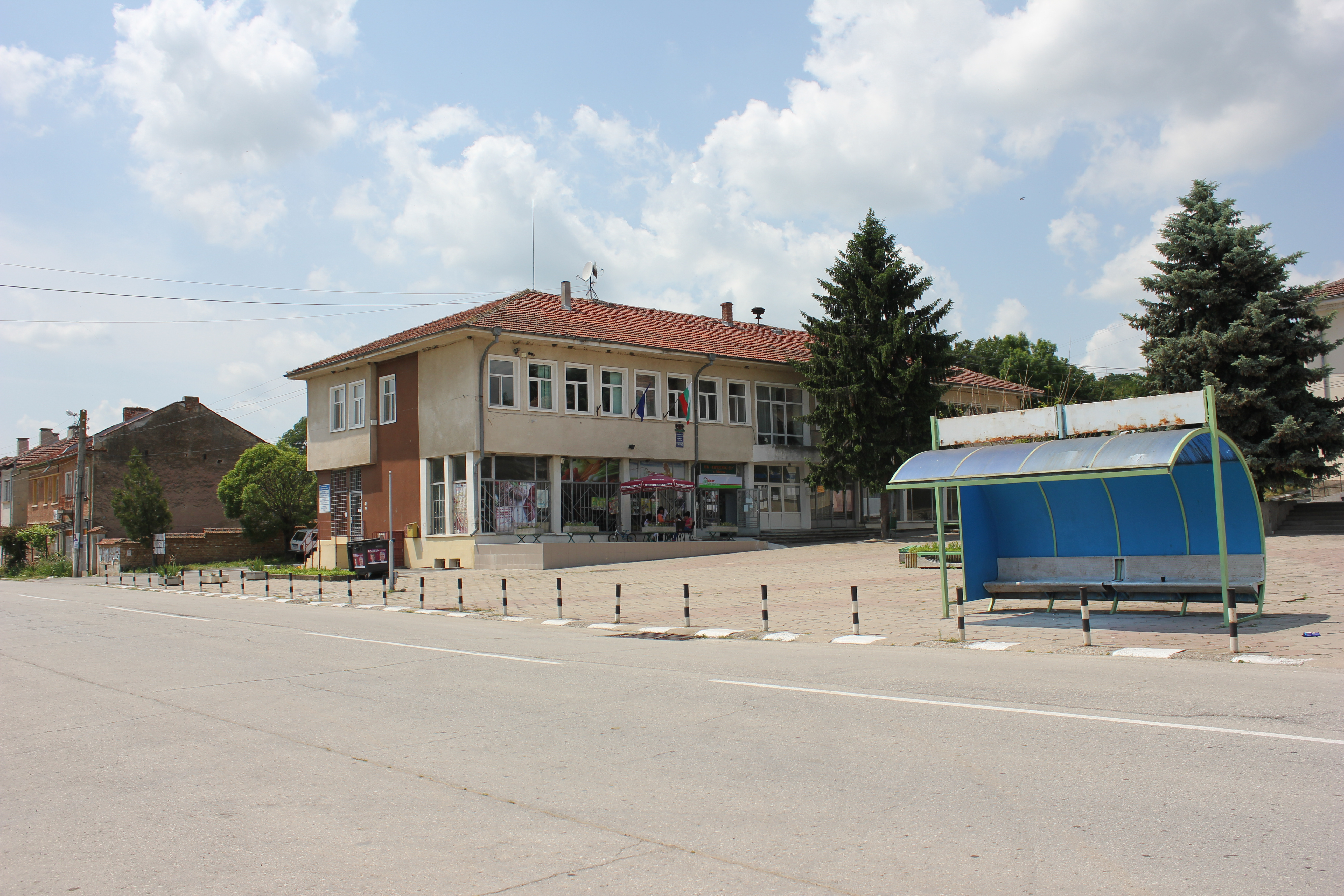
Métchka : La mairie et la place centrale
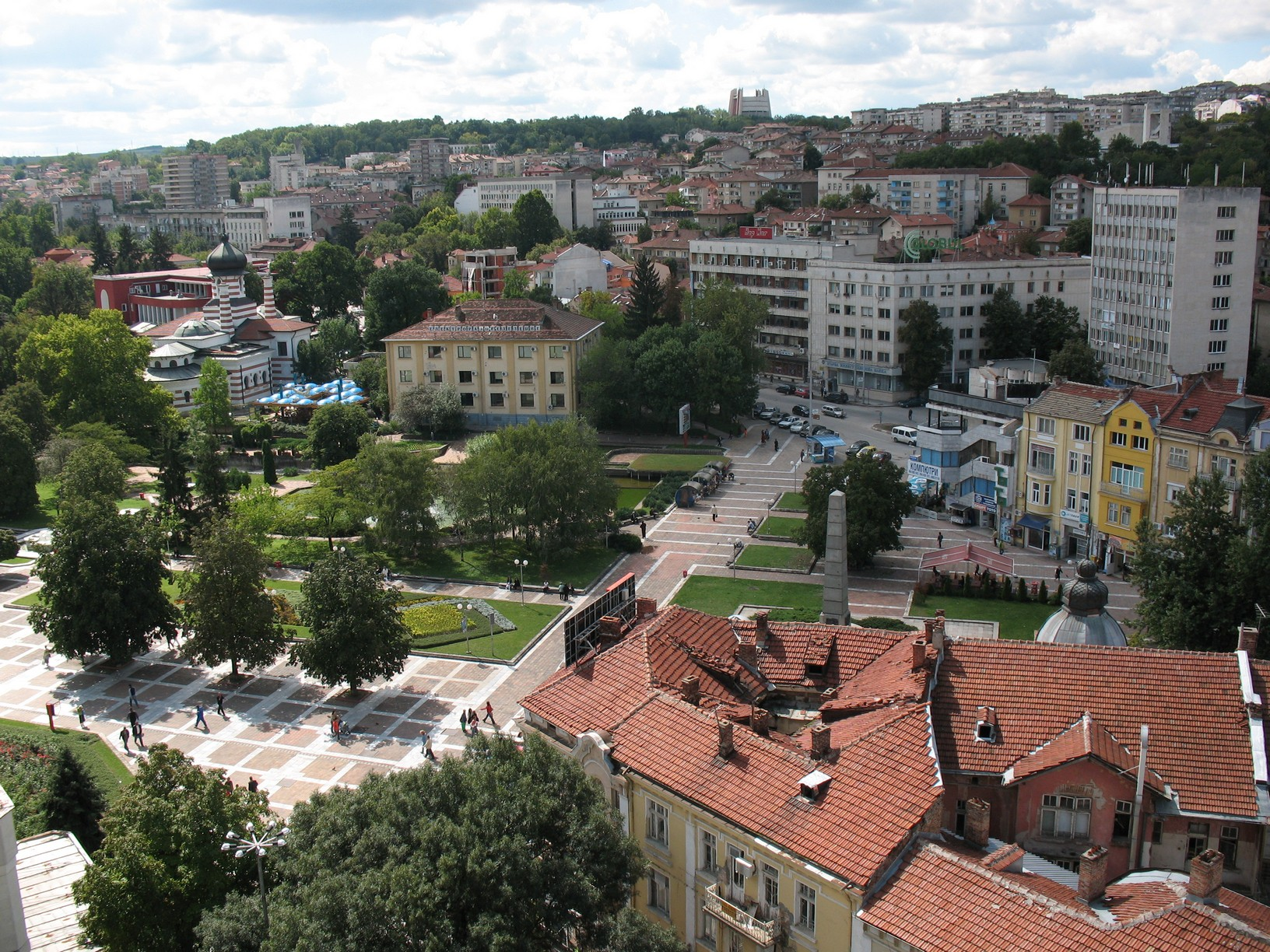
Plévén : vue panoramique
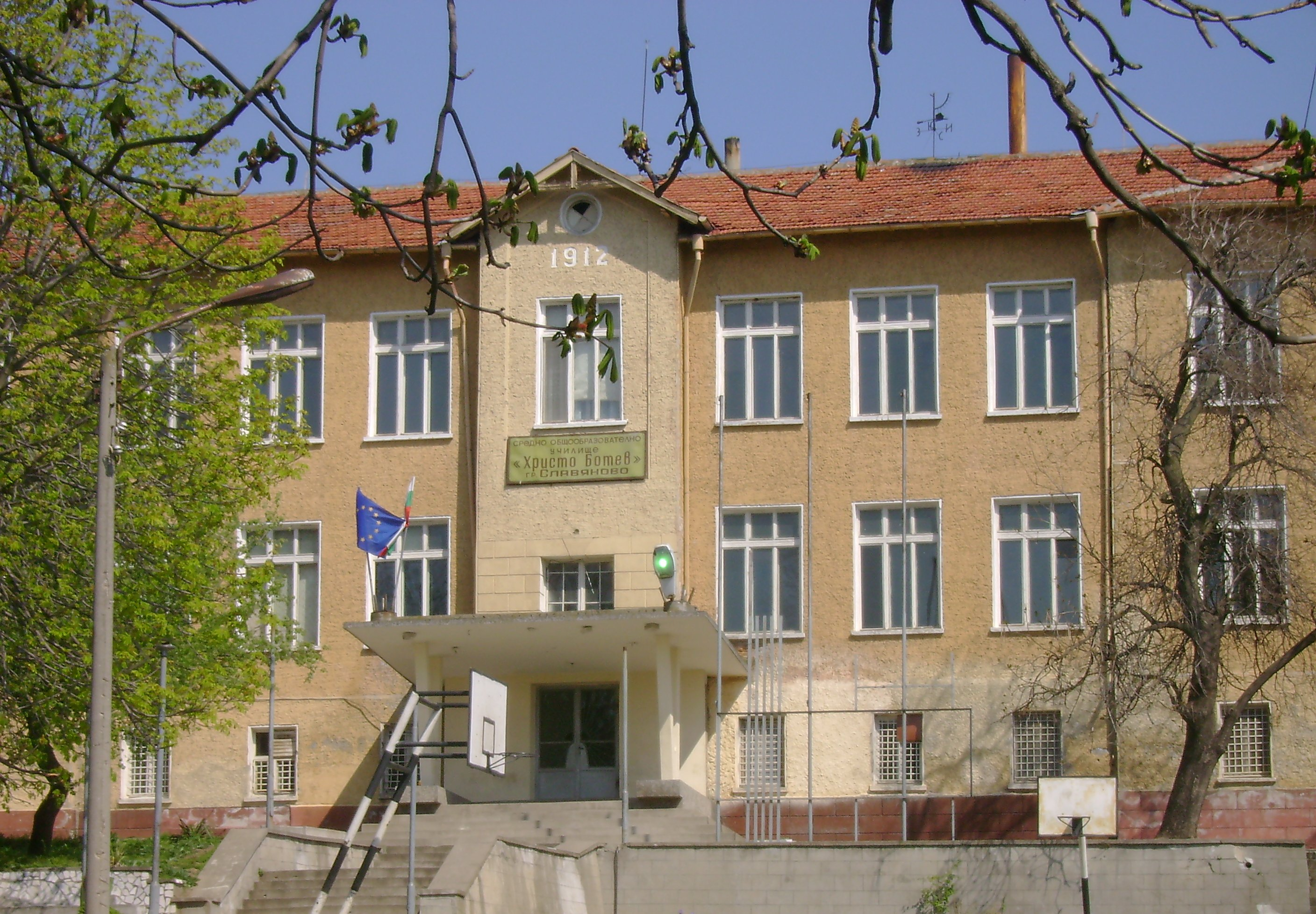
Slavyanovo : L'école secondaire
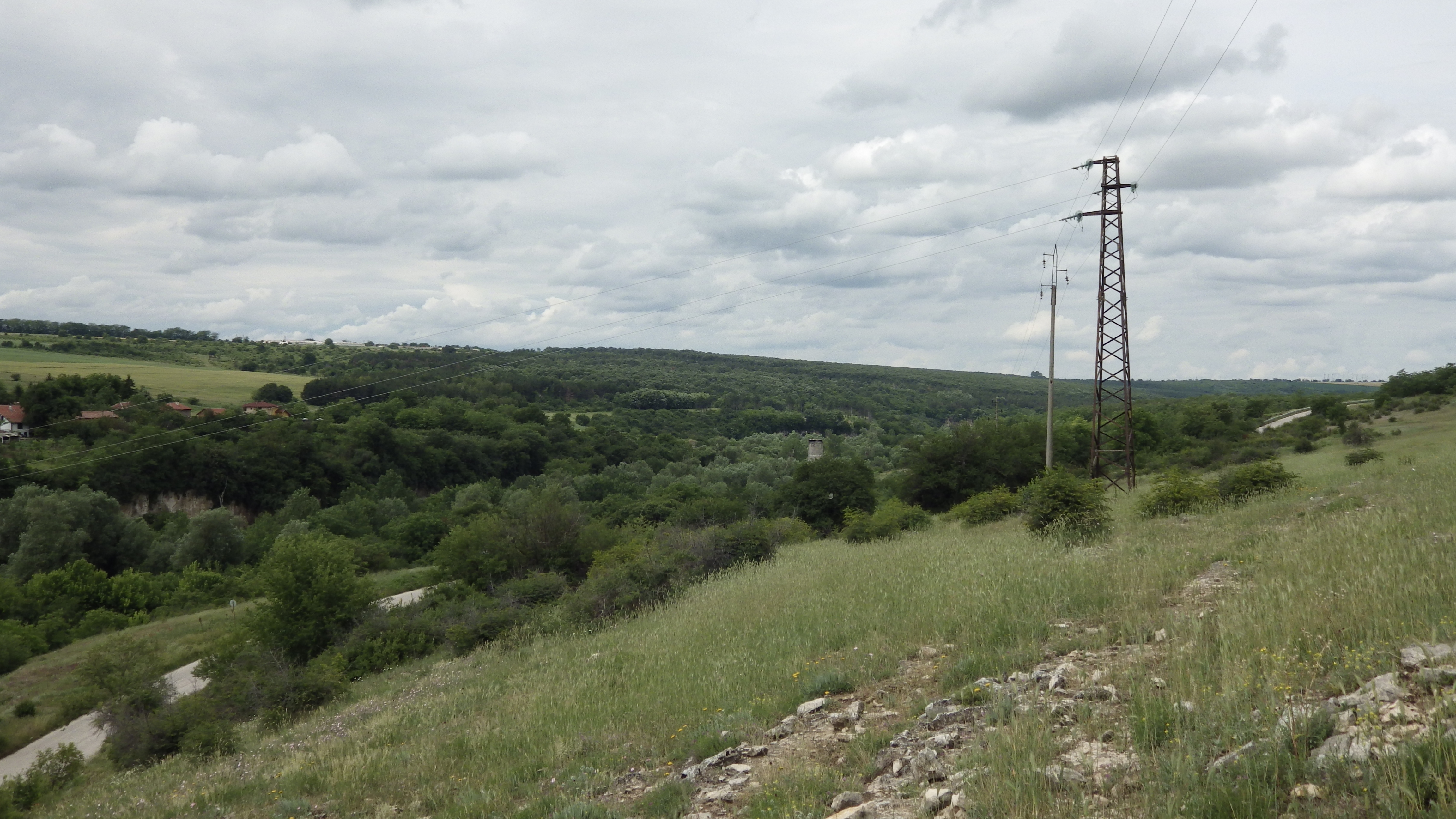
Toutchénitsa : vue du village au loin
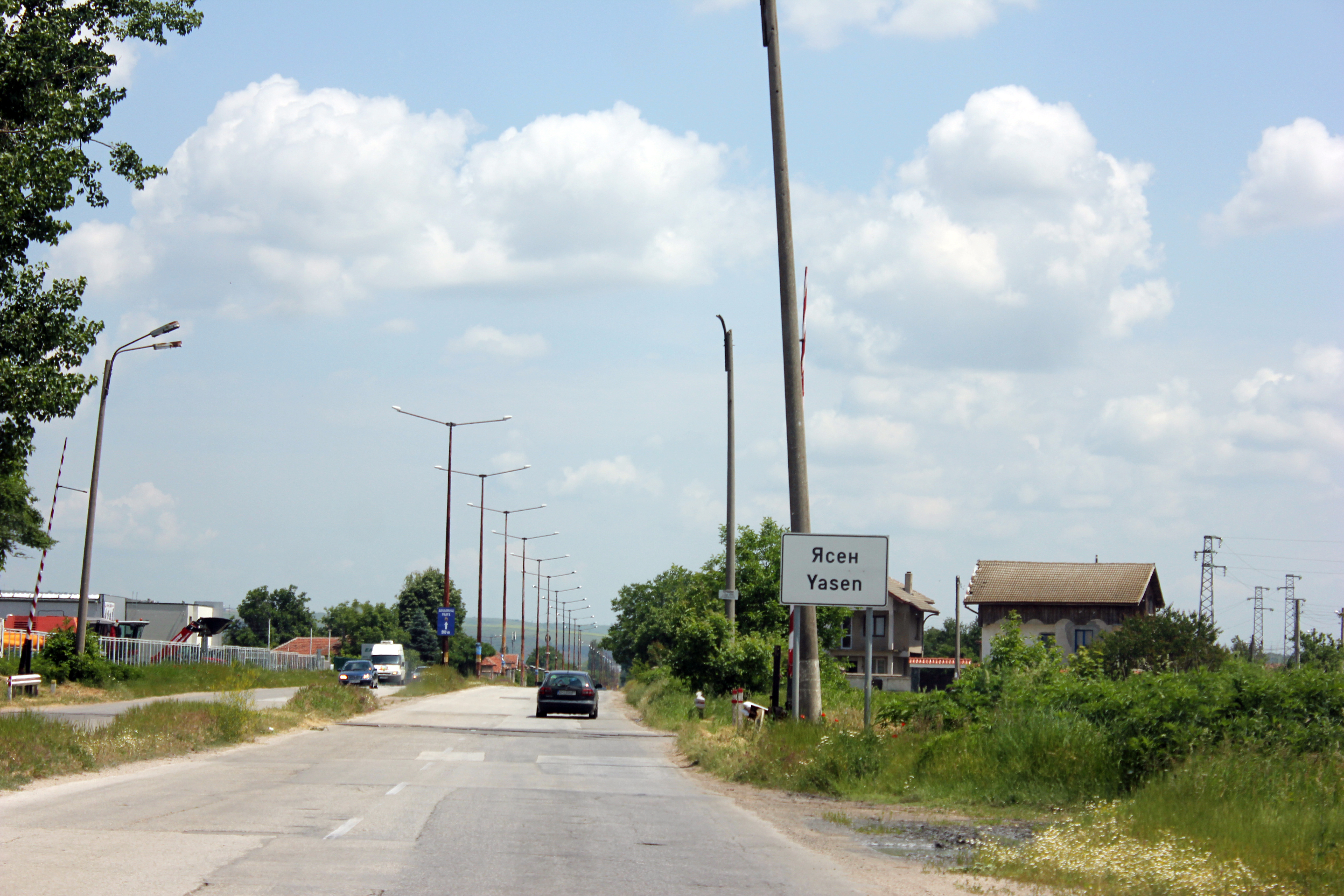
Yassèn : l'entrée du village